# Łazy

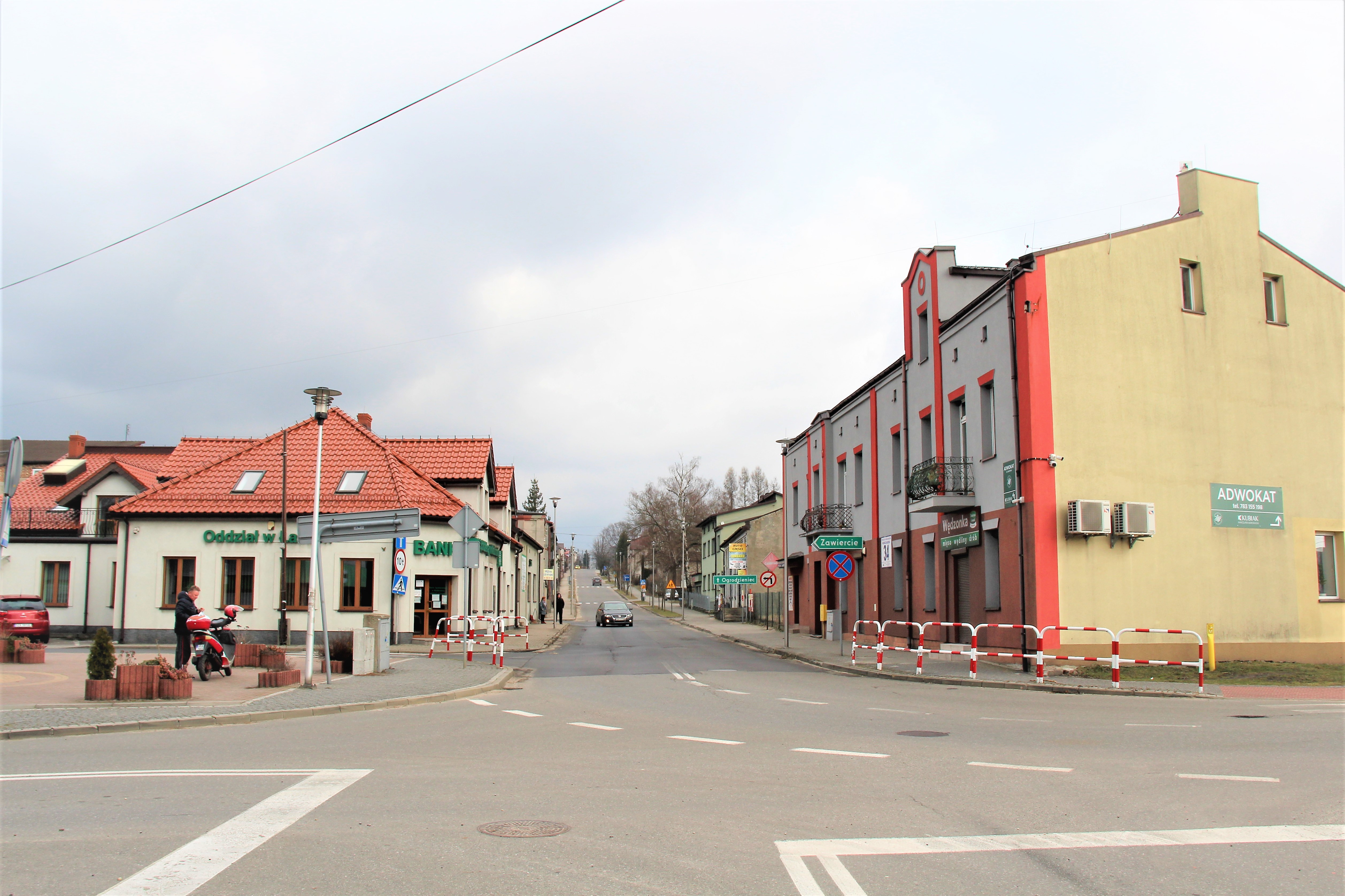
Zentrum der Stadt

Łazy [ˈwazɨ] (deutsch Lazy) ist eine Stadt in Polen und Sitz der Stadt-und-Land-Gemeinde Łazy. Sie liegt 22 km nordöstlich von Katowice und gehört der Woiwodschaft Schlesien an.

## Geschichte

### Frühzeit
Łazy entstand im Jahre 1790, als Kazimierz Szenbek aus Rokitno Szlacheckie eine Brauerei Na Łazach errichtete, in der Juden aus Rokitno arbeiteten. Die Ortschaft gehörte der Pfarrei in Ciągowice.
Nach der Dritten Teilung Polens von 1795 kam Lazy als Teil von Neuschlesien zu Preußen, kam 1807 zum Herzogtum Warschau und schließlich 1815 zu Kongresspolen.
Nachdem Łazy 1848 durch die Inbetriebnahme der Eisenbahnstrecke von Warschau nach Wien (Warschau-Wiener Eisenbahn) über einen Bahnanschluss an einem wichtigen Transportweg verfügte, setzte die wirtschaftliche Entwicklung des Ortes nordöstlich des Dombrowaer Kohlebeckens ein. Um das Jahr 1880 gab es in der Ortschaften Łazy, Łazowskie Rudy (Kolonie) und Folwark (Vorwerk) Łazy noch nur insgesamt 27 Häuser mit 105 Einwohnern.
Gegen Ende des 19. Jahrhunderts entstanden mehrere Ziegeleien und 1898 ein Werk für die Produktion von Portlandzement. Weiterhin entstand ein Rangierbahnhof.

### 1914 bis 1945
Bereits 1916 errichtete die Stadt Oświęcim hier ein Barackenlager für Wanderarbeiter, die Sachsengänger. Am 3. November berief die Krakauer Polska Komisja Likwidacyjna (Polnische Liquidationskommission) ein Landkreiskomitee, eine Keimzelle der polnischen zivilen Verwaltung, ein. Im Jahr 1918, nach dem Ersten Weltkrieg, wurde der Ort Teil der Zweiten Polnischen Republik.
1920 wurde die römisch-katholische Pfarrei von Łazy aus Ciągowice ausgegliedert. Im Jahr 1921 gab es im Dorf Łazy in der Gemeinde Rokitno Szlacheckie im Powiat Będziński der Woiwodschaft Kielce 110 Häuser mit 1579 Einwohnern, es waren überwiegend polnische Römisch-Katholiken, es gab auch 234 Juden.
Vom 3. bis 4. September 1939 fand in der Region eine der letzten Grenzschlachten der Armee Kraków statt. Sie wurde daraufhin von der Wehrmacht besetzt. Im Oktober 1939 wurde Oświęcim und seine Umgebung völkerrechtswidrig unmittelbar dem Deutschen Reich einverleibt. Nach der deutschen Besetzung war Lazy zwischen 1939 und 1945 Teil des deutschen Landkreises Warthenau. Erst das Vorrücken der Alliierten aus West und Ost führte am 18. Januar 1945 zur „Evakuierung“ des benachbarten Lagers durch die Deutschen, bis am 27. Januar 1945 das Lager selbst von der Roten Armee befreit wurde.

### Neuzeit
Im Jahre 1945 lebten 1020 Menschen im Dorf.
Łazy erhielt 1956 den Status einer stadtartigen Siedlung und wurde 1967 zur Stadt erhoben.

## Verkehr
Der Bahnhof Łazy und die Haltepunkte Chruszczobród und Wiesiółka an der Bahnstrecke Warszawa–Katowice liegen im Gemeindegebiet. Die Güterstrecke Łazy–Dąbrowa Górnicza Towarowa zweigt im Bahnhof ab.

## Partnergemeinden
- Markvartovice, Tschechien, 1999
- Santovka, Slowakei, 1999
- Tarcal, Ungarn, 1996

## Gemeinde
Die Stadt-und-Land-Gemeinde Łazy umfasst ein Gebiet von 132,56 km² mit rund 16.000 Einwohnern. Dazu gehören, neben Łazy selbst folgende 14 Schulzenämter (sołectwo):
- Chruszczobród
- Chruszczobród Piaski
- Ciągowice
- Grabowa
- Hutki-Kanki
- Kuźnica Masłońska
- Niegowonice
- Niegowoniczki
- Rokitno Szlacheckie
- Skałbania
- Trzebyczka
- Turza
- Wiesiółka
- Wysoka